# Kvaløya
Kvaløya (lap. Sállir) – norweska wyspa w gminie Tromsø. Powierzchnia wyspy wynosi 737 km² co czyni ją piątą co do wielkości wyspą Norwegii. Wyspa Kvaløya jest połączona z Tromsøya dzięki mostowi Sanessund oraz z Sommarøy przez most Sommarøy. Południowa część wyspy jest popularnym miejscem wypoczynkowym gdzie znajdują się liczne kurorty.

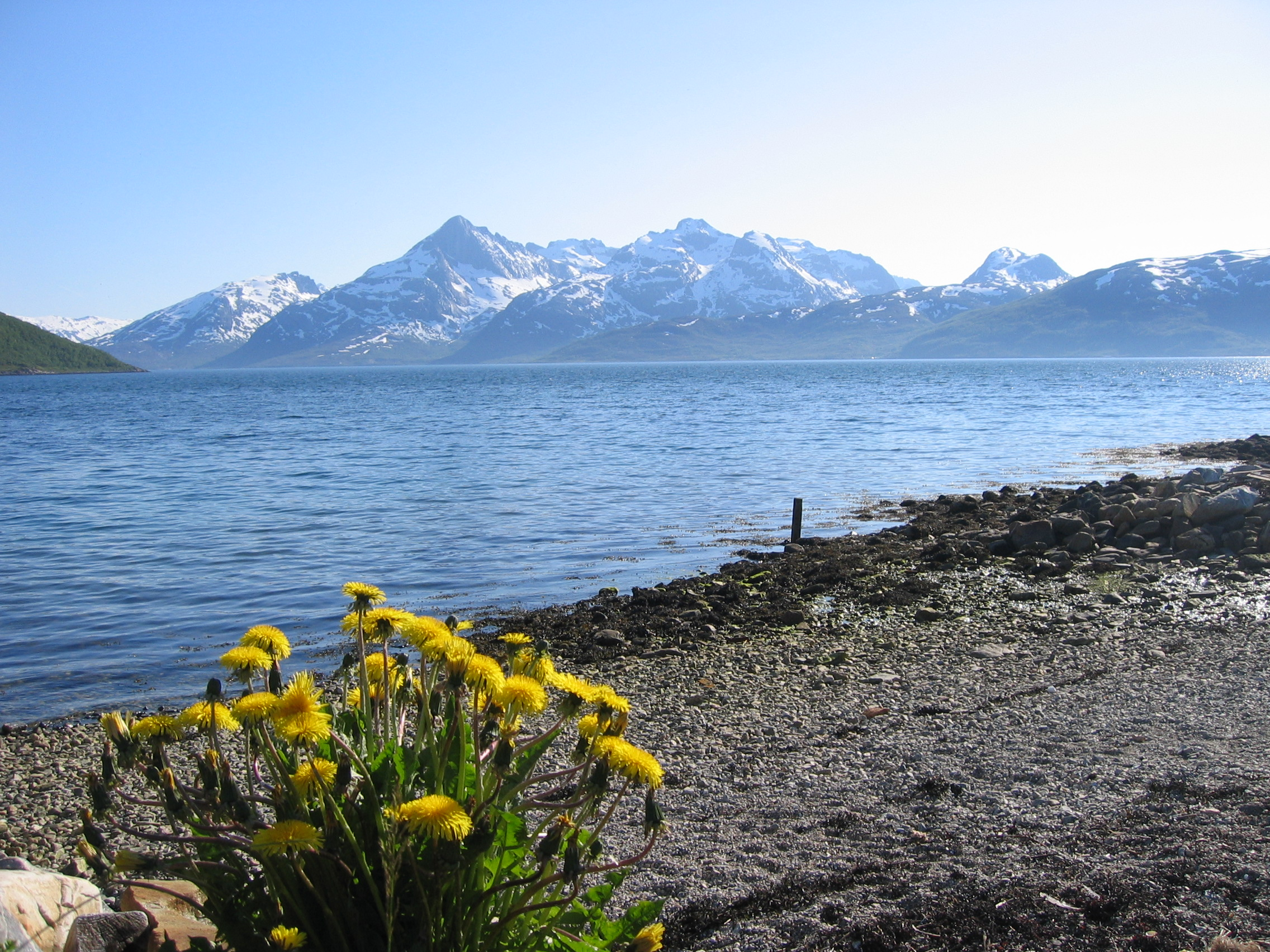
Góry na Kvaløya widziane z Skulsfjordu

Kvaløya jest górzystą wyspą z ponad sześcioma szczytami powyżej 700 metrów oraz trzema powyżej 1000m. Najwyższy szczyt (Store Blåmann) wznosi się na 1044 m. Na wyspie znajduje się kilka fiordów, z których większość oddziela wyspę od stałego lądu. Niedaleko Kvaløy znajduje się kurort Straumhella, który oferuje doskonałe warunki do łowienia ryb. Na wyspie Ryøya znajduje się niewielka populacja piżmaków.
Na wyspie mieszka około 10000 mieszkańców z czego większość czyli około 9000 mieszkańców zamieszkuje główne miasto wyspy Kvaløysletta położone niedaleko Mostu Sanessund.